# Brodosplit
Die Brodosplit-Werft ist eine der größten Werften Kroatiens und ist in der Nähe von Split angesiedelt. Der Name leitet sich als Kunstwort ab von dem kroatischen ursprünglichen Firmennamen Brodogradilište Split, der auf Deutsch „Schiffbau-Werft Split“ bedeutet.

## Geschichte
Die heutige Gesellschaft wurde 1922 gegründet und besteht seit einer Werftenzusammenlegung seit 1932 an ihrem heutigen Standort. Mit erheblichem Wachstum, vor allem in der zweiten Hälfte des 20. Jahrhunderts, wurde sie zu einer der größten Werften Kroatiens. Brodosplit ist eine Aktiengesellschaft mit der kroatischen Regierung als Hauptaktionär. 2010 beschäftigte sie beinahe 4000 Menschen.

## Gebaute Schiffe
Brodosplit kann Schiffe von 280 Metern Länge und einer Tonnage von 166.000 BRZ in einem Stück bauen. Bisher hat sie 350 Schiffe mit einer Gesamttonnage von über 9 Millionen BRZ ausgeliefert, darunter etliche Tanker sowohl der Panamax als auch Non-Panamax-Klasse und Passagierschiffe.
Eine Innovation waren zwei für griechische Kunden gebaute Kombinationen aus Öltanker und RoRo-Schiff. Diese können die Ölprodukte vom Festland zu den griechischen Inseln transportieren und gleichzeitig auch die Tanklastwagen, die die weitere Auslieferung im Inselinneren übernehmen.

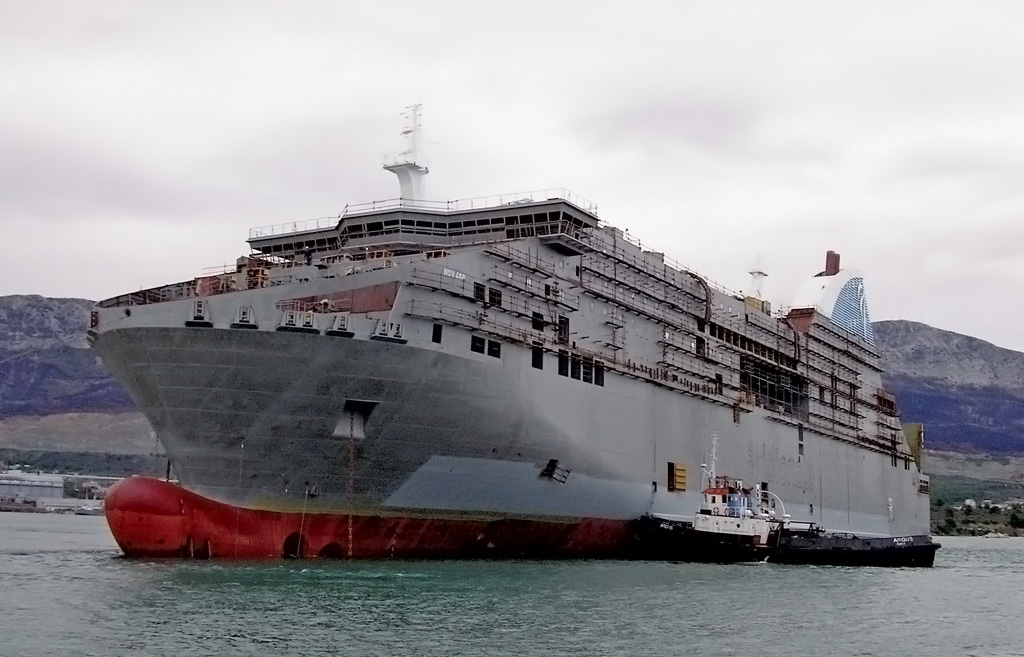
Piana im Bau

Baunummer 468 ist das 2011 an den französischen Kunden gelieferte RoPax-Schiff Piana mit Platz für 750 Passagiere in 150 Vierbettkabinen sowie 50 Zweibettkabinenund 2.500 Spurmetern für Fahrzeuge, auf 12 Decks. Mit Baukosten über 150 Millionen US-Dollar war die Piana bei seiner Übergabe das  bis dato teuerste von der Werft gebaute Schiff. Es ist das Flaggschiff von La Méridionale und ist im Nachtverkehr nach Korsika eingesetzt, zuerst auf der Route Marseille-Bastia und inzwischen Marseille-Ajaccio. Das Schiff wurde in der Komfortklasse, Comf 1 von Bureau Veritas klassifiziert.
Auch der aktuell größte Rahsegler der Welt, eine vergrößerte Replik der Fünfmastbark France für Kreuzfahrtzwecke, wurde bei Brodosplit gebaut. Allerdings absolvierte das Schiff, das bereits 2017 unter dem Namen Flying Clipper vom Stapel lief, erst im Juli 2022 seine Jungfernfahrt und wurde schließlich nach wenigen Reisen erneut in der Bauwerft aufgelegt. Der Grund hierfür waren finanzielle Streitigkeiten mit dem ursprünglichen Auftraggeber, der monegassischen Reederei Star Clippers.
Die Werft baut auch Ausflugsschiffe, Arbeitsschiffe, Patrouillenboote und Forschungsschiffe, allerdings nur vereinzelt oder in geringer Stückzahl.

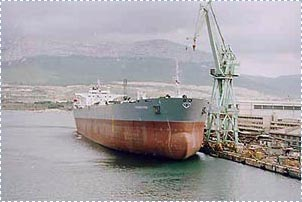
Ausrüstungskai der Werft im Jahr 1995

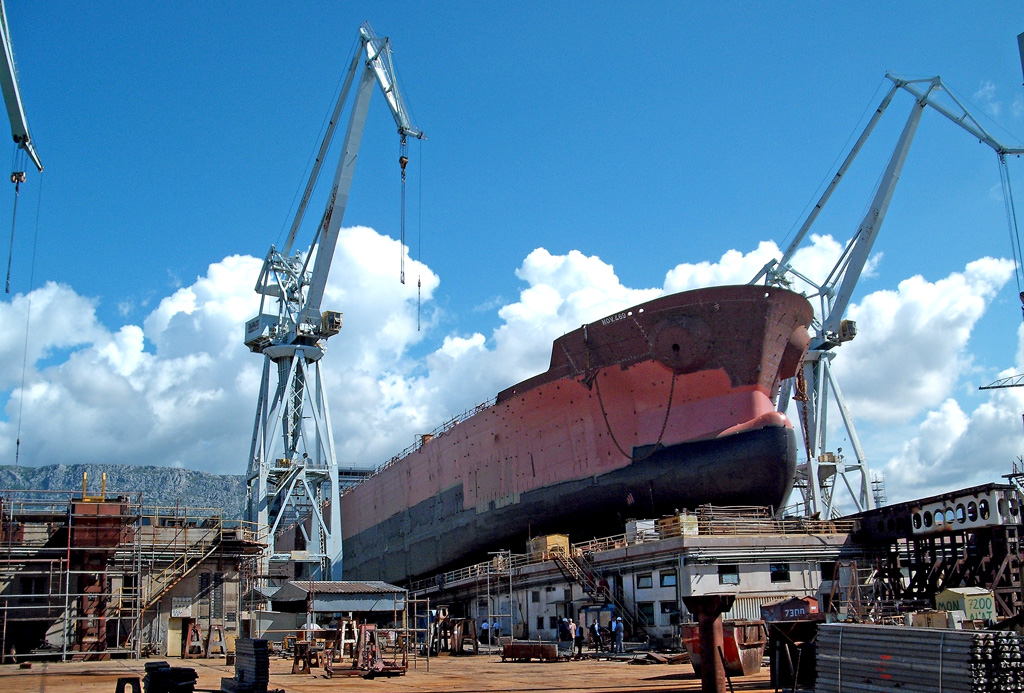
Orange star im Bau

| Baunr.                     | Name              | Bild | Typ                          | Reederei       | IMO-Nr. | Jahr (Stapellauf) | BRZ     |
| -------------------------- | ----------------- | ---- | ---------------------------- | -------------- | ------- | ----------------- | ------- |
| 599                        | Supetar           |      | Fähre                        | Jadrolinja     | 9328182 | 2004              | 2474    |
| 483                        | Golden Horizon    |      | 5-Mast-Segelkreuzfahrtschiff |                | 9793545 | 2017              | 8784    |
| 468                        | Piana             |      | RoPax-Schiff                 | La Méridionale | 9526332 | 2010              | 42.180  |
| 453                        | Zefyros           |      | Öltanker/Ro-Ro               |                | 9515917 | 2006              | 1999    |
| 452                        | Apiliotis         |      | Öltanker/Ro-Ro               |                | 9324370 | 2006              | 1975    |
| 450                        | Mari Ugland       |      | Öltanker                     |                | 9326885 | 2008              | 74.999  |
| 444                        | Stena Performance |      | Öltanker                     | Stena Bulk     | 9299159 | 2006              | 65.000  |
| 441                        | Stena Paris       |      | Öltanker                     | Stena Bulk     | 9299123 | 2005              | 65.000  |
| 401                        | Podravina         |      | Öl-/Chemietanker             |                | 9171321 | 1999              | 44.000  |
| 372                        | Frans Suell       |      | Fähre                        | Euroway        | 8917601 | 1992              | 4105    |
| 362                        | Jahre Traveller   |      | Öltanker (Suezmax)           |                | 9204726 | 1990              | 140.000 |
| 361                        | Jahre Target      |      | Öltanker                     |                | 8617938 | 1990              | 140.000 |
| 357                        | Isabella          |      | Fähre                        | Viking Line    | 8700723 | 1989              | 4105    |
| 356                        | Amorella          |      | Fähre                        | Viking Line    | 8601915 | 1988              | 4105    |
| 347                        | Kriti Color       |      | Öltanker                     |                | 8420282 | 1987              | 43.305  |
| Quelle: Brodosplit Miramar |                   |      |                              |                |         |                   |         |

## Insolvenz
Im Verlauf der für Brodosplit kostspieligen Auseinandersetzungen um die Flying Clipper aka Golden Horizon kamen durch die COVID19-Pandemie weitere finanzielle Belastungen hinzu, und obendrein begann im Februar 2022 der russisch-ukrainische Krieg, wovon die Werft indirekt hart betroffen war: Im Zuge der EU-Sanktionen gegen russische Banken verhängte die deutsche Bundesanstalt für Finanzdienstleistungsaufsicht (BaFin) ein Neugeschäftsverbot für die in Frankfurt am Main ansässige Bank VTB Europe, eine Tochter der zweitgrößten russischen (weitgehend in Staatsbesitz befindlichen) Bank. VTB Europe war bis dahin jedoch der Hauptkreditgeber von Brodosplit gewesen, die nun keine Möglichkeit mehr hatte, die laufenden Projekte weiter zu finanzieren, geschweige denn, die bei VTB Europe bestehenden Verbindlichkeiten zu bedienen. Infolgedessen musste das Unternehmen im Herbst 2022 Insolvenz anmelden und die laufenden Arbeiten einstellen, was mit dem Verlust zahlreicher Arbeitsplätze verbunden war. Durch eine persönliche Garantieerklärung des Eigentümers und Verwaltungsratsvorsitzenden von Brodosplit, Tomislav Debeljak, wurde der Konkurs im März 2023 in letzter Minute vorerst abgewendet.[veraltet]